# 布隆贝格
布隆贝格（德語：Blomberg，發音：[ˈblɔmbɛʁk] ⓘ）是德国北莱茵-威斯特法伦州代特莫尔德行政区利珀县的城市，面积99.1平方千米，人口为人。